# Бхилвара
Бхилва́ра (англ. Bhilwara, хинди भीलवाड़ा) — город в индийском штате Раджастхан, административный центр одноимённого округа.

## География
Высота города над уровнем моря — 420 м.

## Население
Это седьмой по величине город штата; по данным переписи 2011 года население составляет 360 009 человек. Мужчины составляют 52 % населения, женщины — 48 %.

## Экономика и транспорт
Главной отраслью промышленности является производство текстиля и одежды (один из крупнейших производителей текстиля в стране). Имеются предприятия по производству изоляционного кирпича, имеет место добывающая промышленность (песчаник, мыльный камень).
Бхилвара соединена автомобильными дорогами с другими крупными городами штата (национальное шоссе № 79). Имеется железнодорожное сообщение с крупными городами северной Индии. Ближайший к городу аэропорт находится в Удайпуре (165 км), другой аэропорт имеется в Джайпуре (251 км).